# Makràmides
Els makràmides foren una dinastia de dais ismaïlites del Iemen a Nadjran. La bandera tradicional era verda.
Sulayman ibn Hasan (mort el 1597) cap de la branca sulaymanita dels musta'li-tayyibites, va nomenar dai a Safi al-Din Muhammad ibn Fahd al-Makrami per assegurar els afers durant la minoria del seu fill Djafar ibn Sulayman. Inicialment Safi al-Din es va establir a Tayba (tradicional seu de la família) a la vora del Wadi Dahr, però més tard es va traslladar a Nadjran, a la zona del Wadi Habawna (al nord de la comarca) al poble de Badr, i va aconseguir el suport de la influent tribu dels Yam. Els seus seguidors foren coneguts com a Makarima. A la seva mort el 1633 el càrrec va passar a Djafar ibn Fahd al-Makrami, que encara que no s'esmenta expressament, era ben segur el seu germà. Vers el 1640 (o el 1677) el fill de Safy al-Din, Ibrahim ibn Muhammad ibn Fadh al-Makrami, va agafar el càrrec i va morir el 1683. Les funcions haurien passat després a diverses branques de la família excepte en temps del 46è dai, l'indi Husam al-Din Ghulam Husayn (1936-1938). La llista dels dais coneguts amb data de la mort, fou publicada per A. A. A. Fyzee el 1934 i continuada per I. Pononawala el 1977. Philby dona una genealogia.
Els makràmides foren els caps de la tribu dels Yam i van restar independents fins al 1934 quan el territori fou ocupat pels saudites. la seva història només és coneguda fragmentàriament per les mencions en altres cròniques del Iemen o dels wahhabites. El 1719 va pujar al tron l'imam zaydita al-Mansur al-Husayn ibn al-Mutawakkil i va demanar suport als Yam contra membres de la seva família en revolta. Llavors era daï makràmida el 32è daï Hibat Allah ibn Ibrahim (1697-1747) i en recompensa li va cedir el territori de majoria ismaïlita de l'Haraz i van dominar també al Djabal Maghariba, Hawzan, Lahab, Attara, districte d'Hamdan i rodalia de Yarim.. Més tard al-Mansur va voler recuperar l'Haraz i es van produir durs combats; els Yam van fer incursions a la Tihama; l'emir d'Abu Arish i del Mikhlaf al-Sulaymani, Muhammad ibn Ahmad ibn Khayrat, es va aliar als makràmides de Nadjran, contra les tribus hostils i va recuperar la independència de l'emirat envers els zaydites; el seu oncle Hawdhan el va enderrocar el 1744 i es va refugiar a Nadjran i un exèrcit dels Yam el va retornar al poder. Les intervencions dels makràmides en els afers d'Abu Arish foren després una constant fins al 1868.
El fill d'Hibat Allah, Diya al-Din Ismail (1747-1770) fou el dai més poderós. va afermar el seu domini sobre els ismaïlites del Iemen conquerint una fortalesa de muntanya a Safyan (abans de 1751) i la va defensar contra els atacs zaydites i de l'aventurer Abu Ulama al-Mashdjai. A l'emir khayràtida d'Abu Arish li va imposar una aliança. Va envair Hadramaut el 1756/1757 i va pretendre establir la xara i abolir les lleis tribals. Sembla que el domini sobre l'Hadramaut encara durava (o fou conquerit altre cop) sota el seu fill el daï Hassan ibn Hibat Allah (mort el 1775). El 1764 va envair Nedjd i va derrotar greument als wahhabites a al-Hair; es va acostar a Riad però finalment va acceptar un compromís i es va retirar refusant aliar-se a Urayir, l'emir d'al-Ahsa, contra els wahhabites. Algunes cròniques atribueixen la campanya al seu fill Hasan, en vida del pare. Hasan va mantenir lligat a Muhammad d'Abu Arish que es volia separar de la seva aliança i al que va derrotar a Harad, població que va ocupar durant dos mesos. El 1775 va fer una campanya contra els wahhabites a al-Hair i Durma però davant l'efectiva defensa que va trobar, i estant malalt, va retornar i va morir poc després abans d'arribar a Nadjran.
El 1788 el dai (36è) Abd Allah ibn Ali va unir les seves forces a les de les tribus del Dawasir per impedir als wahhabites la conquesta d'aquesta regió, veïna de Nadjran, però no va aconseguir cap resultat. El 1805 Saud ibn Abd al-Aziz va enviar un exèrcit a conquerir Nadjran; l'assalt al poble de Badr fou rebutjat i els wahhabites van construir prop una fortalesa on van instal·lar una guarnició.
El 1822 els makràmides van conquerir Zabid que van retenir sis mesos i el 1825/1826 van saquejar al-Hudayda. El 1840 van ocupar al-Manakha, capital de l'Haraz. El 41è daï Hasan ibn ismail ibn Mushin Al Shibam al-Makrami (1846-1872) que pertanyia a una branca col·lateral de la que no se sap res, s'hi va establir i va seguir una política expansiva. El 1860 va ocupar al-Hayma tot i els esforços dels zaydites per evitar-ho i després per recuperar-la. Va fer altres conquestes que no va poder mantenir. Va participar en una aliança amb el khediv Ismail Pasha contra els otomans i va tallar el comerç turc entre Sanà i al-Hudayda i va atacar els districtes d'al-Hudayda i al-Luhayya.
El 1872 l'otomà Ahmad Mukhtar Pasha va deixar al-Hudayda per anar a conquerir l'Haraz. El dai es va rendir a la fortalesa de muntanya d'Attara contra promesa de salvar la vida. Assabentat de les doctrines herètiques dels ismaïlites el paixà va enviar al dai i als seus fills i altres notables a Istanbul; el daï va morir pel camí abans d'arribar a al-Hudayda (probablement assassinat per orde d'Ahmad Mukhtar Paixà), i el seu fill Ahmed ibn Hasan va morir en el viatge per mar. En endavant els dais van residir a Badr i només van conservar part de l'Haraz. Van arribar a un acord amb els otomans, i van refusar una aliança amb sayyid idrísida Muhammad ibn Ali al Idrisi de Sabya contra els turcs.
El 1933 després de llargues negociacions sense resultat entre saudites i iemenites sobre l'estatus de Nadjran, l'exèrcit de l'imam iemenita Yahya Hamid al-Din va ocupar la regió, entrant a Badr. El 45è daï Ali ibn Mushin Al Shibam (1913-1936) va fugir a Abha. L'exèrcit iemenita va destruir les cases dels dais i va profanar les tombes dels dais difunts. Això va provocar un aixecament general i els iemenites es van haver de retirar. Llavors els saudites van aprofitar per ocupar la regió i la van annexionar. Els fou reconeguda pel Iemen pel tractat de maig de 1934. Ali ibn Mushin va poder tornar i els 145 membres de la família de dais van rebre UNA pensió del govern saudita. El 1939 encara Djamal al-Din Ali ibn Husayn al-Makrami succeïa al seu pare Husam al-Din Ghulam Husayn (1936-1938) com a daï mutlak però aquesta direcció era ja merament honorífica i continua modernament. El 1976 va prendre possessió el dai al-Sharafi al-Husayn ibn al-Hasan al-Makrami.